# مهارگسیختگی
مهارگسیختگی (به انگلیسی: disinhibition) در روان‌شناسی عبارت است از تمایل به شکستن هنجارهای اجتماعی، تکانشگری و ضعف در ارزیابی درست میزان خطر در انجام یک کار. مهارگسیختگی می‌تواند بر مهارت‌های حرکتی، احساسی، شناختی و غریزی فرد تأثیر بگذارد. بیش‌فعالی جنسی، پراشتهایی و عصبانیت ناگهانی و شدید از نشانه‌های مهارگسیختگی است.

## توضیح
طبق تعریف، مهارگسیختگی به معنی نداشتن خویشتن داری مورد انتظار در برابر قوانین پذیرفته شدهٔ اجتماعی است که به صورت‌های متفاوتی در رفتارهای فرد بروز می‌کند مانند سرپیچی از قانون، خود را به خطر انداختن و بیش‌فعالی جنسی. مهارگسیختگی می‌تواند در اثر آسیب به مغز و آسیب به بخش تحلیل داده‌ها، بخش توجه، حافظه، حل مسئله و انعطاف‌پذیری شناختی ایجاد شود.
تومور مغزی، سکته، صرع و ضایعه مغزی می‌تواند بسته به شدت آن و ناحیه ای از مغز که دچار آسیب کرده، از رفتارهای کمی ناهنجار و نداشتن کنترل بر خود تا شیدایی کامل در فرد بروز کند.
مهارگسیختگی می تواند شامل هر رفتار آسیب پذیری باشد و هر نوع هنجار و ارزش های اجتماعی را زیر سؤال ببرد. مهارگسیختگی ارتباط نسبتا زیادی با مستی دارد. اما مست بودن حالت شدیدتری است. داروهای بنزودیازپین در دوزهای بالا باعث مهارگسیختگی شده اند. همچنین داروهای موسوم به گروه "دارویی Z" نیز در دوزهای بالا به شدت مهارگسیختگی می آورند. مهارگسیختگی ناشی از دارو تا مهارگسیختگی که ناشی از هیچ چیز نباشد ۸۰ به ۲۰ است!! البته که مصرف الکل نیز با مهارگسیختگی همراه است.

## منبع
1. 1 2  Grafman, Jordan; François Boller; Rita Sloan Berndt; Ian H. Robertson; Giacomo Rizzolatti (2002). Handbook of Neuropsychology. Elsevier Health Sciences. p. 103. ISBN 978-0-444-50365-7.
2. 1 2  Starkstein SE, Robinson RG (1997). "Mechanism of disinhibition after brain lesions". J Nerv Ment Dis. 185 (2): 108–14. doi:10.1097/00005053-199702000-00007. PMID 9048703.
3. ↑  سازمان تنظیم مقررات دارویی استرالیا